# Santo Tomas (Pampanga)
Santo Tomas is een gemeente in de Filipijnse provincie Pampanga op het eiland Luzon. Bij de laatste census in 2007 had de gemeente bijna 38 duizend inwoners.

## Geografie

### Bestuurlijke indeling
Santo Tomas is onderverdeeld in de volgende 8 barangays:
| - Balangcas - Moras De La Paz - Poblacion - San Bartolome - San Matias - San Vicente - Santo Rosario - Sapa |

## Demografie
Santo Tomas had bij de census van 2007 een inwoneraantal van 37.866 mensen. Dit zijn 5.171 mensen (15,8%) meer dan bij de vorige census van 2000. De gemiddelde jaarlijkse groei komt daarmee uit op 2,05%, hetgeen hoger is dan het landelijk jaarlijks gemiddelde over deze periode (2,04%). Vergeleken met de census van 1995 is het aantal mensen met 8.238 (27,8%) toegenomen.

De bevolkingsdichtheid van Santo Tomas was ten tijde van de laatste census, met 37.866 inwoners op 21,3 km², 1391 mensen per km².